# Bromus japonicus
Il forasacco patente (Bromus japonicus Houtt., 1782) è una pianta angiosperma monocotiledone appartenente alla famiglia delle Poacee (o Gramineae, nom. cons.).

## Etimologia
Il nome generico (bromus) deriva dalla lingua greca ed è un nome antico per l'avena. L'epiteto specifico (japonicus) significa "di o appartenente al Giappone, giapponese".

## Descrizione

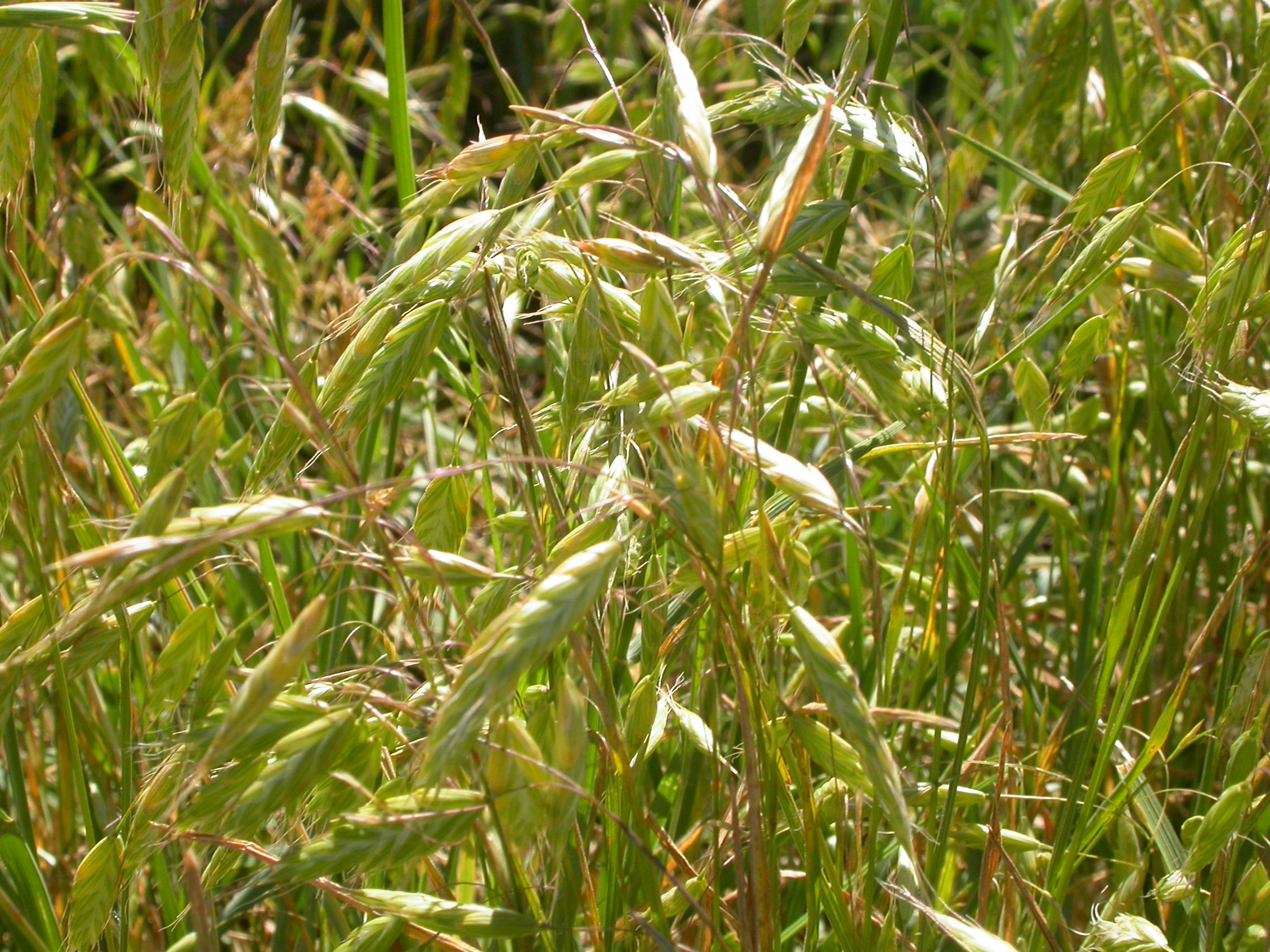
Il portamento

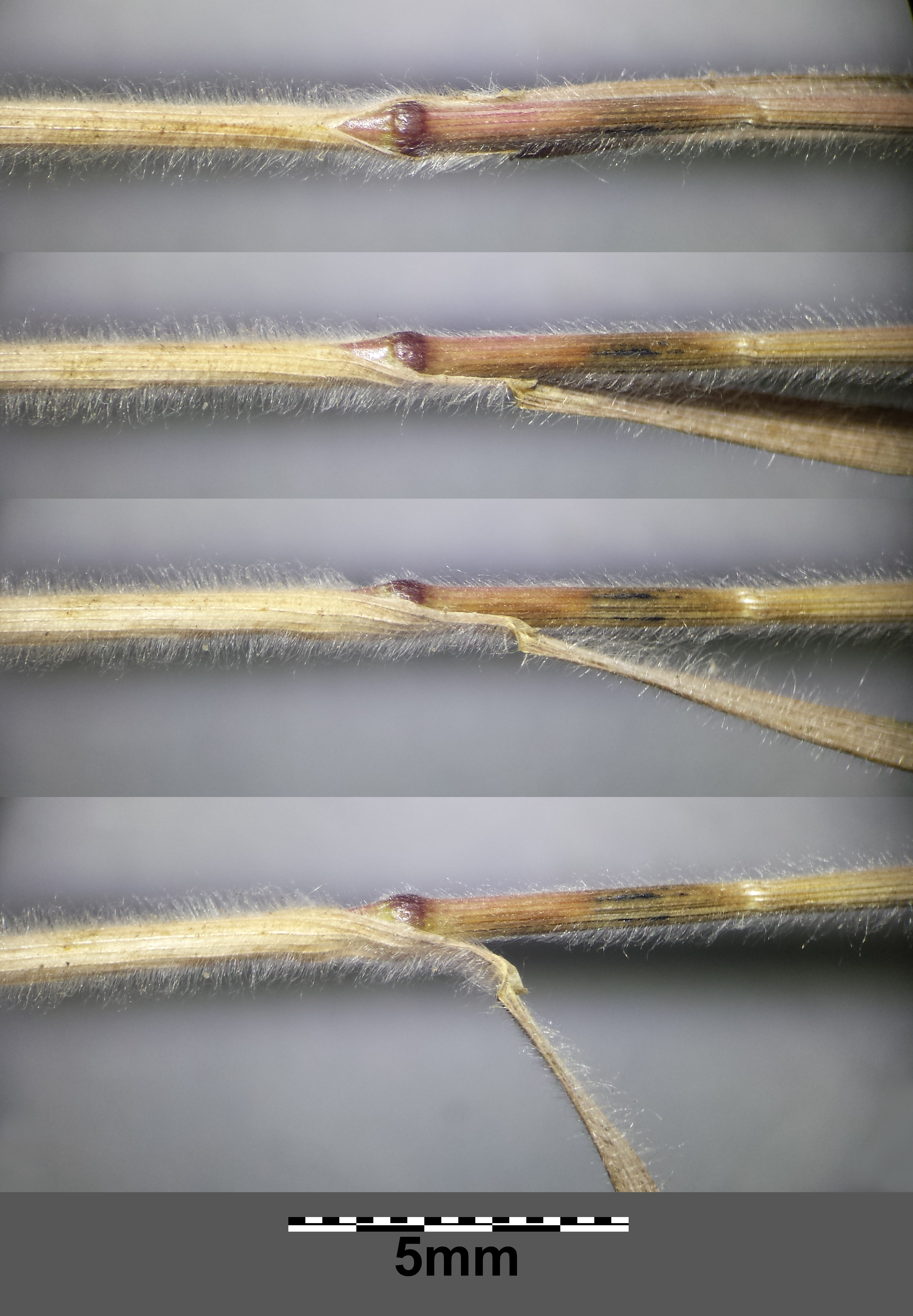
Le foglie

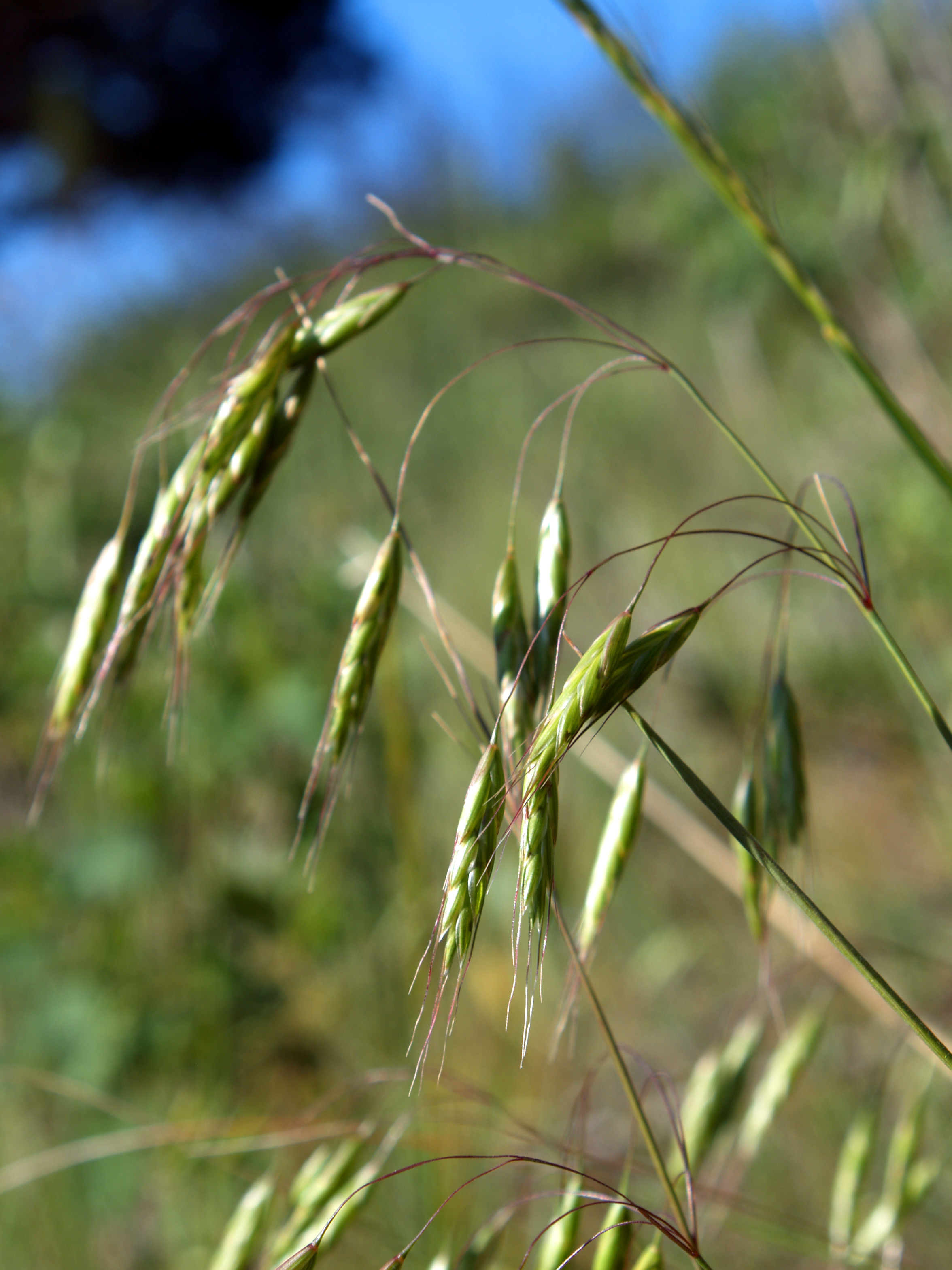
Infiorescenza

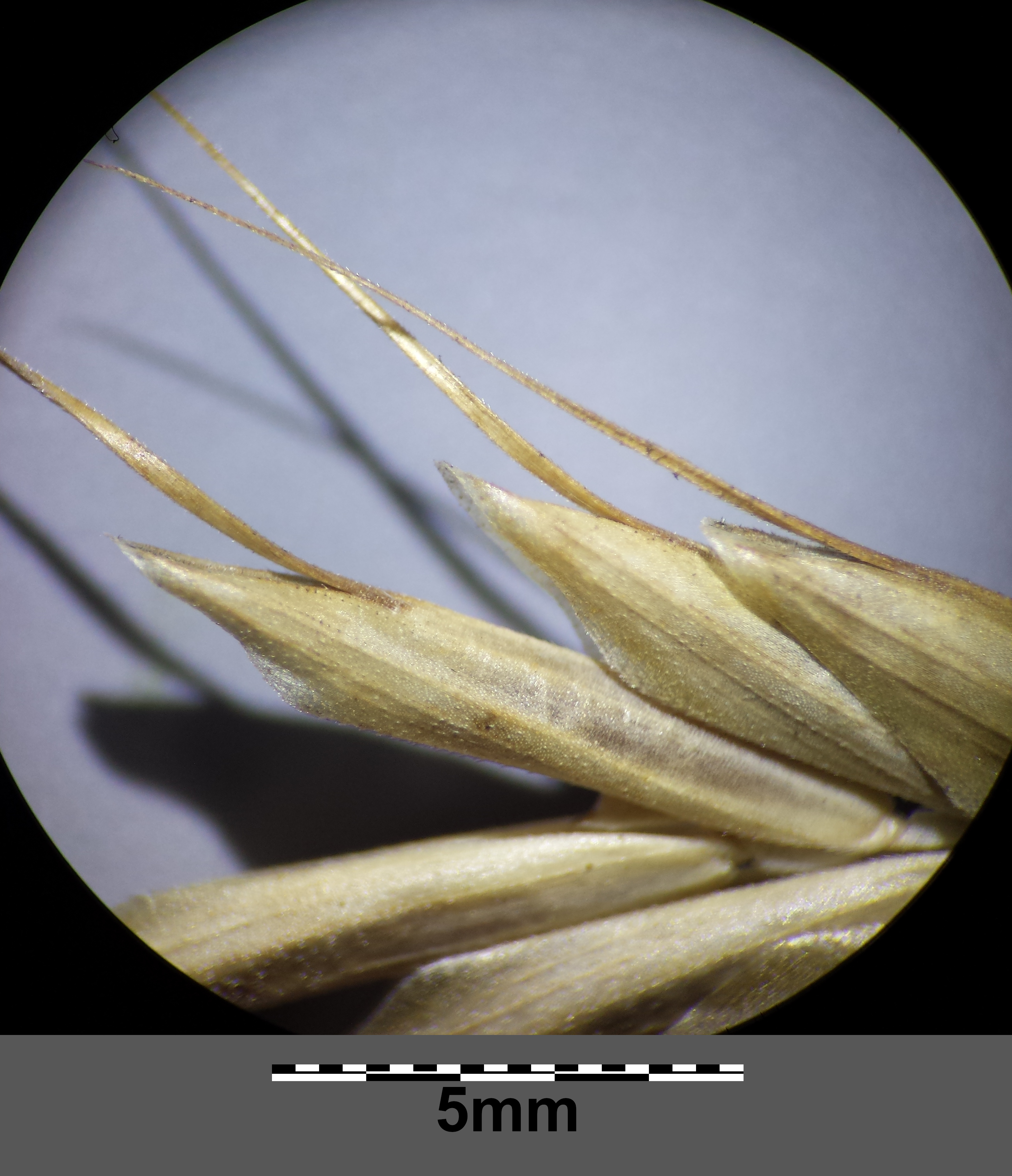
I fiori

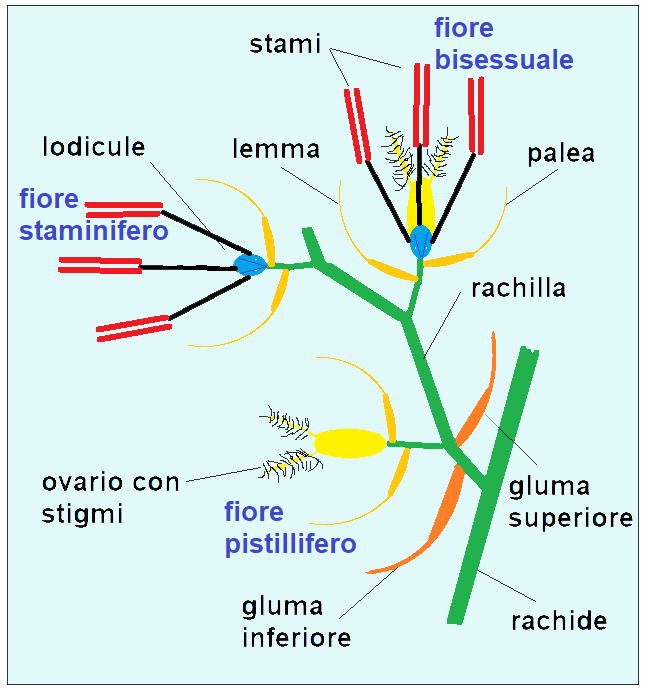
Spighetta generica con tre fiori diversi

Queste piante arrivano ad una altezza di 2 - 7 dm (massimo 90 cm). La forma biologica è terofita scaposa (T scap), ossia in generale sono piante erbacee che differiscono dalle altre forme biologiche poiché, essendo annuali, superano la stagione avversa sotto forma di seme e sono munite di asse fiorale eretto e spesso privo di foglie.

### Radici
Le radici sono per lo più fascicolate; a volte sono secondarie da rizoma.

### Fusto
I culmi sono cavi a sezione più o meno rotonda e sottile. Il portamento in genere è eretto e ascendente ma gracile.

### Foglie
Le foglie lungo il culmo sono disposte in modo alterno, sono distiche e si originano dai vari nodi. Sono composte da una guaina, una ligula e una lamina. Le venature sono parallelinervie. Non sono presenti i pseudopiccioli e, nell'epidermide delle foglia, le papille.
- Guaina: la guaina è abbracciante il fusto e priva di auricole (o raramente auricolate); la superficie è densamente tomentosa.
- Ligula: la ligula è membranosa e a volte cigliata. Lunghezza della ligula: 3 mm.
- Lamina: la lamina ha delle forme generalmente lineari e piatte. Entrambe le superfici sono pubescenti. Dimensioni della lamina: larghezza 3 mm; lunghezza 12 – 30 cm.

### Infiorescenza
Infiorescenza principale (sinfiorescenza o semplicemente spiga): le infiorescenze, ascellari e terminali, in genere sono ramificate (oppure no) e sono formate da alcune spighette (da 1 a 4 per ramo) ed hanno la forma di una pannocchia piramidale ampia (il portamento può essere annuente). I rami inferiori sono verticillati a 3 - 4, lunghi 20 – 25 mm e più o meno orizzontali (patenti). La fillotassi dell'inflorescenza inizialmente è a due livelli, anche se le successive ramificazioni la fa apparire a spirale. Lunghezza della pannocchia: 10 – 20 cm.

### Spighetta
Infiorescenza secondaria (o spighetta): le spighette, lungamente pedicellate, con forme lanceolate-oblunghe e compresse lateralmente, sottese da due brattee distiche e strettamente sovrapposte chiamate glume (inferiore e superiore), sono formate da 6 a 12 fiori strettamente sovrapposti. Possono essere presenti dei fiori sterili; in questo caso sono in posizione distale rispetto a quelli fertili. Alla base di ogni fiore sono presenti due brattee: la palea e il lemma. La disarticolazione avviene con la rottura della rachilla tra i fiori o sopra le glume. Alla fruttificazione le spighette sono patenti o pendule. Il colore delle spighette è verde-giallastro. Lunghezza delle spighette: 20 – 25 mm.
- Glume: le glume, con forme ovate sono poco differenti (6 – 7 mm). Quelle inferiori hanno 3 - 5 vene; quelle superiori 7 - 9 vene.
- Palea: la palea è un profillo più corto del lemma e con alcune venature; può essere cigliata.
- Lemma: il lemma, con forme ovato-lanceolate, è cartilagineo-erbaceo ed ha una resta apicale (a volte ritorta). I nervi (9) sono appena visibili. Il bordo del lemma nella metà superiore è piegato in modo arrotondato ed ha una zona ialina larga 0,5 mm. Lunghezza del lemma: 9 – 10 mm. Lunghezza della resta: 10 – 12 mm.

### Fiori
I fiori fertili sono attinomorfi formati da 3 verticilli: perianzio ridotto, androceo  e gineceo.
- Formula fiorale:[6]

*, P 2, A (1-)3(-6), G (2–3) supero, cariosside.
- Il perianzio è ridotto e formato da due lodicule, delle squame traslucide, poco visibili (forse relitto di un verticillo di 3 sepali). Le lodicule sono membranose e non vascolarizzate.
- L'androceo è composto da 3 stami ognuno con un breve filamento libero, una antera sagittata e due teche. Le antere sono basifisse con deiscenza laterale. Il polline è monoporato. Lunghezza delle antere: 1 mm.
- Il gineceo è composto da 3-(2) carpelli connati formanti un ovario supero. L'ovario, pubescente all'apice, ha un solo loculo con un solo ovulo subapicale (o quasi basale). L'ovulo è anfitropo e semianatropo e tenuinucellato o crassinucellato. Lo stilo, che si origina dal lato abassiale dell'ovario, è breve con due stigmi papillosi e distinti.
- Fioritura: da maggio a giugno.

### Frutti
I frutti sono del tipo cariosside, ossia sono dei piccoli chicchi indeiscenti colorati di marrone scuro, con forme ovoidali, nei quali il pericarpo è formato da una sottile parete che circonda il singolo seme. In particolare il pericarpo è fuso al seme ed è aderente. L'endocarpo non è indurito e l'ilo è lungo e lineare. L'embrione è piccolo e provvisto di epiblasto ha un solo cotiledone altamente modificato (scutello senza fessura) in posizione laterale. I margini embrionali della foglia non si sovrappongono. Lunghezza del cariosside: 7 – 8 mm.

## Biologia
Come gran parte delle Poaceae, le specie di questo genere si riproducono per impollinazione anemogama. Gli stigmi più o meno piumosi sono una caratteristica importante per catturare meglio il polline aereo.
La dispersione dei semi avviene inizialmente a opera del vento (dispersione anemocora) e una volta giunti a terra grazie all'azione di insetti come le formiche (mirmecoria). In particolare i frutti di queste erbe possono sopravvivere al passaggio attraverso le budella dei mammiferi e possono essere trovati a germogliare nello sterco.

## Distribuzione e habitat

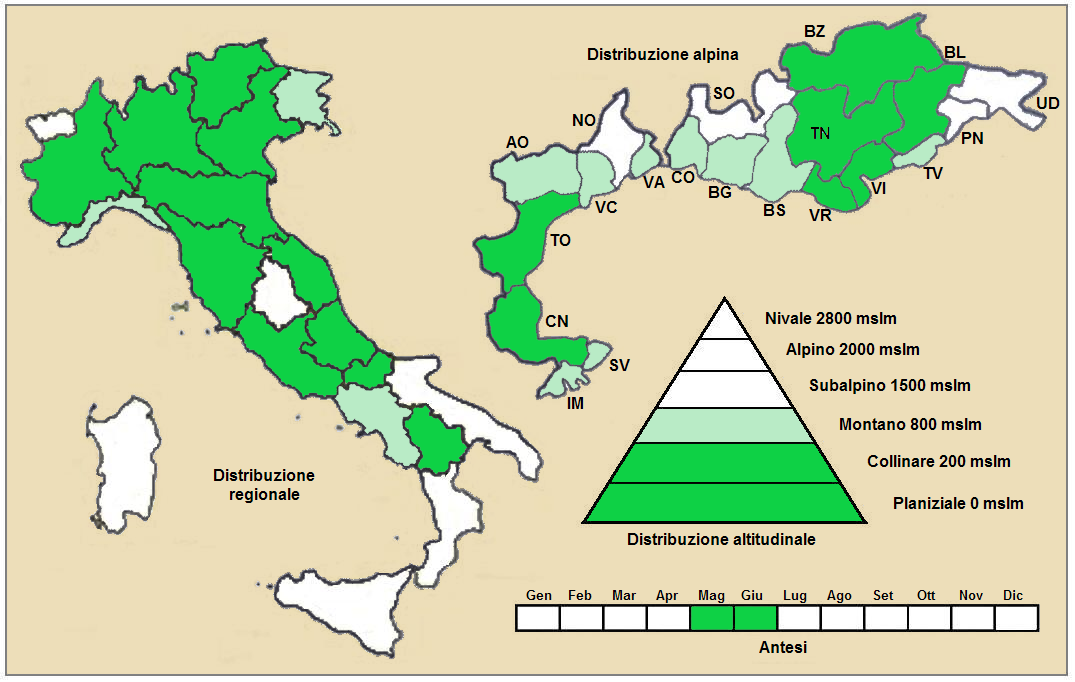
Distribuzione della pianta
(Distribuzione regionale – Distribuzione alpina)

- Geoelemento: il tipo corologico (area di origine) è Paleotemperato o anche Eurasiatico.
- Distribuzione: in Italia è una specie rara e si trova con discontinuità al Nord e al Sud. Nelle Alpi ha una distribuzione discontinua. Fuori dall'Italia, sempre nelle Alpi, questa specie si trova in Francia (dipartimenti di Alpes-de-Haute-Provence, Hautes-Alpes e Alta Savoia), in Svizzera (cantoni Vallese e Ticino), in Austria (Länder dell'Austria Inferiore) e Slovenia. Sugli altri rilievi europei collegati alle Alpi si trova nel Massiccio del Giura, Massiccio Centrale, Monti Balcani e Carpazi.[15] Nel resto dell'Europa e dell'areale del Mediterraneo questa specie si trova, oltre che nell'Europa, anche nella Transcaucasia, Anatolia e Asia (mediterranea).[16] Fuori dall'Europa si trova in Giappone, Kazakistan, Kirghizistan, Mongolia, Tagikistan, Turkmenistan, Uzbekistan e in Cina (in Nord America è introdotto).[11]
- Habitat: gli habitat tipici per questa pianta sono gli incolti e i bordi dei campi. Il substrato preferito è calcareo ma anche siliceo con pH neutro, medi valori nutrizionali del terreno che deve essere secco.[15]
- Distribuzione altitudinale: sui rilievi queste piante si possono trovare fino a 800 m s.l.m. (fino a 3.500 m s.l.m. in Asia[11]); nelle Alpi frequentano quindi i seguenti piani vegetazionali: collinare e in parte quello montano (oltre a quello planiziale – a livello del mare).

### Fitosociologia
Dal punto di vista fitosociologico alpino Bromus japonicus appartiene alla seguente comunità vegetale:
- Formazione: delle comunità terofiche pioniere nitrofile
  - Classe: Stellarietea mediae

## Tassonomia
La famiglia delle Poacee comprende circa 800 generi e oltre 9.000 specie. È una delle famiglie più numerose e più importanti del gruppo delle monocotiledoni. La famiglia è suddivisa in 12 sottofamiglie, il genere Bromus fa parte della sottofamiglia Pooideae ed è l'unico genere della tribù Bromeae.

### Filogenesi
La tribù Bromeae fa parte della supertribù Triticodae T.D. Macfarl. & L. Watson, 1982. La supertribù Triticodae comprende tre tribù: Littledaleeae, Hordeeae e Bromeae. All'interno della supertribù, la tribù Bromeae forma un "gruppo fratello" con la tribù Hordeeae.
I Bromus della flora spontanea italiana sono suddivisi in tre gruppi distinti: Festucaria G. et G., Anisantha Koch e Bromus s.s. La specie di questa voce appartiene al gruppo Bromus s.s. Il ciclo biologico delle piante di questo gruppo è annuo con un aspetto molto diverso dalle specie del genere Festuca. A maturità le spighette si restringono all'apice ed hanno delle reste caratteristiche (allargate). Le nervature delle due glume (con forme ovate lunghe 3,5 – 9 mm) sono diverse: quella inferiore ha 3 nervature; quella superiore è 7 - 9 nervature. La resta dei lemmi (con forme ovato-lanceolate) è dorsale.
Il numero cromosomico delle specie B. japonicus è: 2n = 14.

### Variabilità
Questa specie è variabile. I caratteri più soggetti a variabilità sono le reste che alla fruttificazione possono essere ritorte e piegate più o meno ad angolo retto. Di seguito sono descritte alcune varietà e sottospecie (non sempre riconosciute valide da tutte le checklist).

#### Varietàchiapporianus
- Nome scientifico: Bromus japonicus var. chiapporianus (De Not.) Pènzes[20]

#### Sottospeciesubsquarrosus
- Nome scientifico: Bromus japonicus subsp. subsquarrosus (Borbás) Pénzes, 1936[7]
- Basionimo: Bromus patulus var. subsquarrosus Borbás
- Descrizione: le reste sono diritte e i lemmi sono più stretti.
- Distribuzione: Friuli-Venezia Giulia (specie esotica naturalizzata), Pannonia, Germania, Europa del Nord e Transcaucasia.[21]
- Nota: questa varietà potrebbe essere una introgressione con la specie Bromus arvensis.

#### Sottospecieanatolicus
- Nome scientifico: Bromus japonicus subsp. anatolicus (Boiss. & Heldr.) Pénzes, 1936[14]
- Basionimo: Bromus anatolicus Boiss. & Heldr.
- Distribuzione: Friuli-Venezia Giulia (specie esotica naturalizzata), Grecia, Transcaucasia, Anatolia e Asia (mediterranea).[22]

### Sinonimi
Questa entità ha avuto nel tempo diverse nomenclature. L'elenco seguente indica alcuni tra i sinonimi più frequenti:
- Bromus abolinii Drobow
- Bromus annuus Jacq. ex Stapf
- Bromus arvensis var. japonicus (Thunb.) Fiori
- Bromus arvensis var. patulus (Mert. & W.D.J. Koch) Mutel
- Bromus barobalianus G.Singh
- Bromus chapprianus Stapf
- Bromus chiapporianus De Not. ex Nyman
- Bromus cyrii Trin.
- Bromus erectus var. aequifolius Nees
- Bromus gedrosianus Pénzes
- Bromus hirtus Licht.
- Bromus japonicus f. bosnensis Pénzes
- Bromus japonicus var. breviramosus Roshev.
- Bromus japonicus var. chiapporianus Hack.
- Bromus japonicus var. glabriglumis Tzvelev
- Bromus japonicus var. grandis (Velen.) Pénzes
- Bromus japonicus var. grossus (Celak.) Asch. & Graebn.
- Bromus japonicus var. incanus Hack.
- Bromus japonicus var. laxus Podp.
- Bromus japonicus f. luxurians (Döll) Soó
- Bromus japonicus var. multiflorus Kozuharov, Stoeva & Kuzmanov
- Bromus japonicus var. pendulus Schur ex Asch. & Graebn.
- Bromus japonicus subsp. phrygius (Boiss.) Pénzes
- Bromus japonicus var. phrygius (Boiss.) Asch. & Graebn.
- Bromus japonicus var. porrectus Hack.
- Bromus japonicus var. rapaicsii Pénzes
- Bromus japonicus subsp. sooi Pénzes
- Bromus japonicus var. sooi (Pénzes) Soó
- Bromus japonicus subsp. subsquarrosus (Borbás) Pénzes
- Bromus japonicus f. tenuis (Prodán) Todor
- Bromus japonicus var. tenuis Prodán
- Bromus japonicus var. tenuis Prod.
- Bromus japonicus var. transsylvanicus (Auersw.) Hayek
- Bromus japonicus var. umbrosus Hack.
- Bromus japonicus f. variegatus (Schur) Soó
- Bromus japonicus var. variegatus (Schur) Todor
- Bromus japonicus var. velutinus (W.D.J.Koch) Asch. & Graebn.
- Bromus japonicus f. zomboriensis Prodán
- Bromus japonicus var. zomboriensis (Prodán) Pénzes
- Bromus kochii C.C.Gmel. [Illegitimate]
- Bromus patulus Mert. & W.D.J.Koch
- Bromus patulus var. grandis Velen.
- Bromus patulus var. grossus Celak.
- Bromus patulus var. luxurians Döll
- Bromus patulus var. micostachya Stapf
- Bromus patulus var. microstachyus Stapf
- Bromus patulus var. polymorphus Griseb.
- Bromus patulus var. subsquarrosus Borbás
- Bromus patulus var. transsylvanicus Auersw.
- Bromus patulus var. variegatus Schur
- Bromus patulus var. velutinus W.D.J.Koch
- Bromus patulus var. vllosus K.Koch
- Bromus pendulus Schur
- Bromus phrygius Boiss.
- Bromus pseudojaponicus H.Scholz
- Bromus regnii H.Scholz
- Bromus squarrosus var. cyrii (Trin.) Griseb.
- Bromus squarrosus var. patulus (Mert. & W.D.J.Koch) Regel
- Bromus subsquarrosus Borbás
- Bromus ugamicus Drobow
- Bromus unilateralis Schur
- Bromus vestitus var. minor Nees
- Bromus vestitus var. purpurascens Nees
- Bromus villiferus Steud.
- Forasaccus patulus (Mert. & W.D.J.Koch) Bubani
- Serrafalcus chiapporianus De Not. ex Parl.
- Serrafalcus japonicus (Thunb.) Wilmott
- Serrafalcus patulus (Mert. & W.D.J.Koch) Parl.

Sinonimi della subsp. anatolicus
- Bromus anatolicus Boiss. & Heldr.

Sinonimi della subsp. subsquarrosus
- Bromus patulus var. subsquarrosus Borbás
- Bromus japonicus var. porrectus Hack.